# Stazione di Pétange
La stazione di Pétange (in francese: Gare de Pétange, in lussemburghese: Gare Péiteng, in tedesco: Bahnhof Petange) è una stazione ferroviaria del villaggio lussemburghese di Pétange, posta alla congiunzione delle linee 7 Lussemburgo-Pétange, 6g e 6j per il Belgio, 6h per la Francia. Inoltre è capolinea della linea 6f per Esch-sur-Alzette.

## Storia
Fu costruita dalla Compagnie des chemins de fer Prince-Henri e messa in servizio il 1º agosto 1873.